# Selenops bifurcatus
Espèce
Synonymes
- Selenops salvadoranus Chamberlin, 1925

Selenops bifurcatus est une espèce d'araignées aranéomorphes de la famille des Selenopidae.

## Distribution
Cette espèce se rencontre au Guatemala, au Salvador, au Nicaragua et au Costa Rica,.

## Description

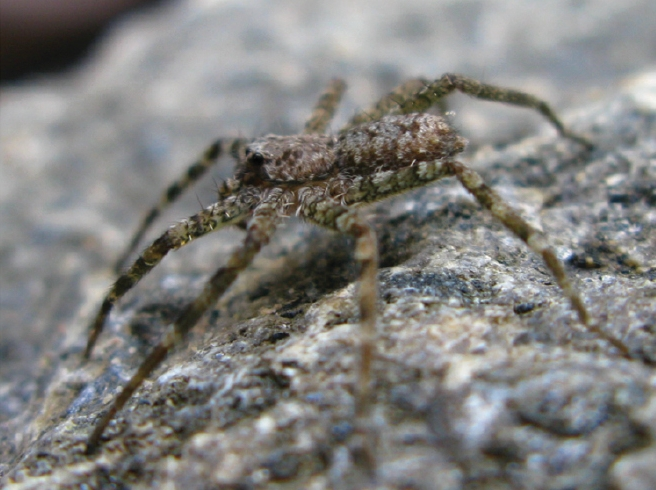
Selenops bifurcatus

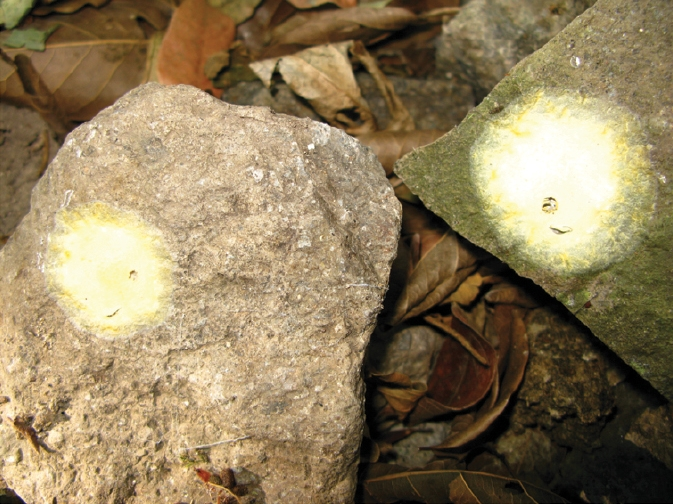
Sac d'œufs de Selenops bifurcatus

Le male décrit par Crews en 2011 mesure 9,75 mm et la femelle 11,85 mm.

## Publication originale
- Banks, 1909 : Arachnida from Costa Rica. Proceedings of the Academy of Natural Sciences of Philadelphia, vol. 61, no 2, p. 194-234 (texte intégral).